# Tipula (Microtipula) austrovolens
Tipula (Microtipula) austrovolens is een tweevleugelige uit de familie langpootmuggen (Tipulidae). De soort komt voor in het Neotropisch gebied.